# Sparkasse Regensburg
Die Sparkasse Regensburg ist ein öffentlich-rechtliches Kreditinstitut mit Sitz in Regensburg in Bayern mit Geschäftsgebiet bestehend aus der Stadt Regensburg mit dem umliegenden Landkreis.

## Organisationsstruktur
Die Sparkasse Regensburg ist eine Anstalt des öffentlichen Rechts. Rechtsgrundlagen sind das Sparkassengesetz, die Bayerische Sparkassenordnung und die durch den Träger der Sparkasse erlassene Satzung. Organe der Sparkasse sind der Vorstand und der Verwaltungsrat.

## Geschäftsausrichtung
Die Sparkasse Regensburg betreibt als Sparkasse das Universalbankgeschäft.
Die Sparkasse Regensburg wies im Geschäftsjahr 2024 eine Bilanzsumme von 5,147 Mrd. Euro aus und verfügte über Kundeneinlagen von 4,13 Mrd. Euro. Gemäß der Sparkassenrangliste 2024 liegt sie nach Bilanzsumme auf Rang 93. Sie unterhält 44 Filialen/Selbstbedienungsstandorte und beschäftigt 659 Mitarbeiter.

## Sparkassen-Finanzgruppe
Die Sparkasse Regensburg ist Teil der Sparkassen-Finanzgruppe. Sie vertreibt daher z. B. Bausparverträge der LBS, offene Investmentfonds der Deka und vermittelt Produkte der Versicherungskammer Bayern.

## Geschichte

### Gründung
Die Initiative zur Gründung der Sparkasse in Regensburg kam von dem damaligen zweiten Bürgermeister Johann Wilhelm von Anns. Die Institution sollte die hohe Armut eindämmen und somit die Wohlfahrt pflegen. Von Anns war der Meinung, dass „das Sparen mit einem volkswirtschaftlichen Nutzen verbunden sei.“ Der Antrag wurde am 22. Oktober 1822 vom Stadtmagistrat genehmigt. Die Gemeindebevollmächtigten gaben am 19. November des gleichen Jahres ihre Einwilligung zur Gründung der Sparkasse. Nun bedurfte es nur noch der Genehmigung durch die königliche Regierung des Regenkreises. König Max I. Joseph genehmigte den Antrag mit folgenden Worten:
„Man genehmigt hiermit die beabsichtigte Errichtung einer Sparkasse für Dienstbothen, Handwerksburschen und andere vom Handlohn lebende oder sonst unvermögende Personen nach der beantragten Art […].“
Am 2. Februar 1823 nahm die Regensburger Sparkasse in einem Nebenzimmer der Stadtkämmerei im Rathaus ihre Geschäftstätigkeit auf. Schon damals stand die Sparkasse nach § 2 unter der „Garantie der Gemeinde“. Aufgrund der Rechtslage war die Institution von Anfang an eine kommunale Einrichtung. Das Geschäftsgebiet beschränkte sich zunächst auf den Polizeibezirk.

### Anfänge
Die ersten Jahre hatte die Sparkasse leichte Probleme, neue Kunden zu akquirieren und wuchs nur in kleinen Schritten. Im Jahr 1836 wurden deshalb das erste Mal Privatkredite vergeben. Ebenfalls beschloss die bayerische Regierung 1843, den Kreis der Sparer auf Kinder aus allen Bevölkerungsschichten, sowie auf Dienstboten, Lehrlinge, Handwerksgesellen, Fabrikarbeiter und Tagelöhner zu erweitern.
Dennoch ließ auch 40 Jahre später (1883) der Durchbruch der Sparkasse noch auf sich warten. Die Führungsspitze erhoffte sich ein größeres Wachstum und führte als eine der ersten bayerischen Sparkassen das Sparmarkensystem zur Förderung des Kleinsparwesens ein. Einige Jahre später (1895) erweiterte die städtische Sparkasse das Portfolio mit der Einführung der Sparbücher und der monatlichen Verzinsung. Noch im selben Jahr wurde der Zugang allen Bevölkerungsschichten ermöglicht.

### 20. Jahrhundert
Anfang des 20. Jahrhunderts verfolgte die Sparkasse eine neue Geschäftspolitik. In dieser Zeit wurde den Sparkassen anhand des Reichsscheckgesetzes auch die passive Scheckfähigkeit zuerkannt. Dadurch konnten die Sparkassen mithilfe des Giroverbandes auch den bargeldlosen Zahlungsverkehr einführen. Im gleichen Zug führte die Regensburger Sparkasse die losen Konten ein.
Mit der verbundenen neuen Geschäftspolitik zur Ausdehnung des Geschäftsvolumens folgten auch die ersten Gedanken einer Zweigstelleneröffnung. 1909 zog die Sparkasse aus dem Nebenzimmer der Stadtkämmerei im Rathaus aus und bekam im Erdgeschoss des Thon-Dittmer-Palais – Haidplatz 8 – ein neues größeres Amtszimmer.
Kurz zuvor entschied sich die Sparkasse Regensburg für den Einsatz von Sparbüchsen. Der Gedanke, den Kindern das Sparen zu erleichtern wurde 1913 mit der Einführung von Sparautomaten in Schulen für Kinder erweitert. Die Kinder warfen ihre Groschen ein und erhielten im Gegenzug 10-Pfenning-Sparmarken.
Aufgrund des Kapitalfluchtgesetzes vom 24. Oktober 1919 konnten die Sparkassen „nun sämtliche Arten von Wertpapieren in Verwahrung und Verwaltung nehmen, sodass sie bezüglich des Depotgeschäfts mit den Banken gleichgestellt waren […].“ Der An- und Verkauf von Wertpapieren für Kunden wurde ebenfalls durch die Satzessänderung von 1919 ermöglicht.
Am 1. Januar 1920 wurde die Bezirkssparkasse Stadtamhof ins Leben gerufen. 1922 wurde durch die Eingemeindung von Stadtamhof die Sparkasse Stadtamhof zur Vereinigten Bezirkssparkassen Regensburg-Land-Stadtamhof umgetauft.
Allerdings erhielt nicht nur das Wertpapiergeschäft Einzug in die Sparkassenwelt, sondern auch der Verkauf von Versicherungen. Am 25. Januar 1922 erhielt die Sparkasse Regensburg die Genehmigung, die Geschäfte der BAYERN, Öffentliche Anstalt für Versicherungen, aufzunehmen. Im selben Jahr bezog die Sparkasse Regensburg das erste eigene Geschäftsgebäude am Spielhof 1, jetzt Neupfarrplatz. Erstmals stand der Sparkasse ein Tresor zur Verfügung.
Am 21. Dezember 1933 erließ das Bayerische Ministerium das Sparkassengesetz Bayerns. Dies hatte die Verselbstständigung der Sparkasse gegenüber den Gewährträgern zur Folge. Wenig später (1935) wurde nach langen Verhandlungen die erste Zweigstelle im Steinweg eröffnet. Schon im Jahr 1938 erfolgte die zweite Außenstelle in Kumpfmühl. Aufgrund des Zweiten Weltkrieges mussten jedoch beide Zweigstellen zum April 1942 wieder schließen. Allerdings konnte die Zweigstelle im Steinweg Mitte Juli wieder öffnen.

### Fusionen
Die Neugliederung Bayerns im Jahr 1973 in Landkreise und kreisfreie Städte bewirkte auch einige Zusammenschlüsse. Die Kreissparkasse Parsberg in Hemau und die Kreissparkasse Regensburg-Land-Stadtamhof fusionierten. Angesichts dieses Zusammenschlusses wurde die Zweigstelle in Painten übernommen, die allerdings 1975 an Kelheim abgetreten wurde. Ebenfalls wurden aufgrund von Gebietsreformen im Jahr 1980 die Geschäftsstellen Kallmünz, Schierling und Eggmühl übernommen.
Nur 2 Jahre danach folgte die große Fusion der beiden konkurrierenden Sparkassen in und um Regensburg. Am 15. Juli 1982 wurde der Fusionsvertrag der Städtischen Sparkasse Regensburg und der Kreissparkasse Regensburg-Land-Stadtamhof unterzeichnet. Seit diesem Zeitpunkt wechseln sich der Oberbürgermeister und der Landrat im Amt des Verwaltungsratsvorsitzenden ab.
Die Sparkasse Regensburg besaß nach der Vereinigung 1982 71 Geschäftsstellen und 8 Haltepunkte für die fahrbare Geschäftsstelle sowie zwei Autoschalter. Die Sparkasse zählte rund 700 Mitarbeiter und konnte eine Bilanzsumme von 2,5 Mrd. DM. aufweisen. Ganze 12 Jahre später (1994) erfolgte dann auch die räumliche Fusionierung. Die neue Hauptstelle in der Lilienthalstraße entstand und beherbergte 450 Mitarbeiter. Zu diesem Zeitpunkt hatte die Sparkasse Regensburg mittlerweile eine Bilanzsumme von 5,8 Milliarden DM und die Kundenkredite beliefen sich auf 3,5 Milliarden DM.